# ビクトリア・ビヤルエル

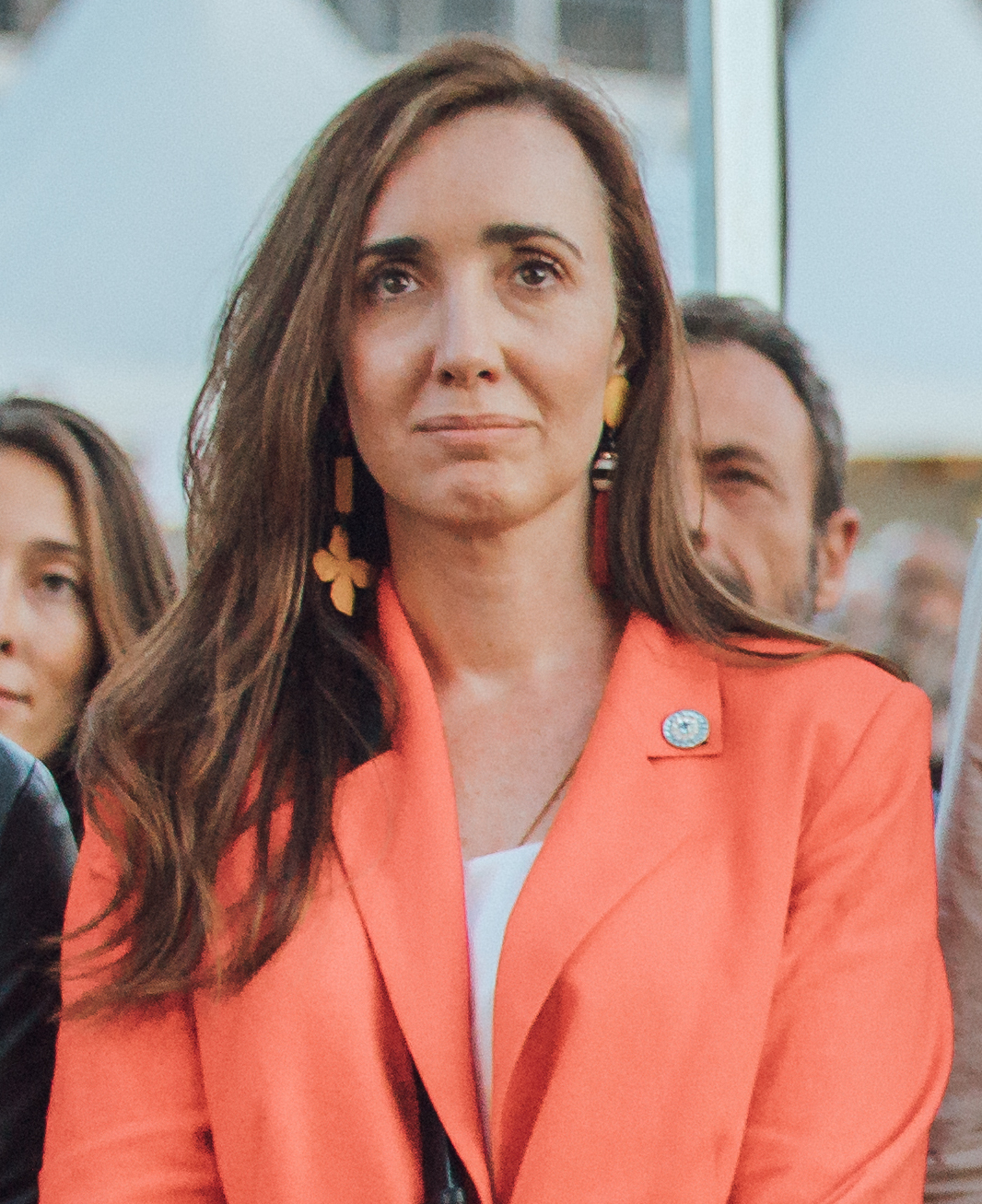
2022年

ビクトリア・エウヘニア・ビヤルエル（スペイン語: Victoria Eugenia Villarruel、1975年4月13日 - ）は、アルゼンチンの政治家、弁護士。第38代副大統領。市民団体「テロリズム法学研究センター」の創設者と名乗っている。ハビエル・ミレイの過激な発言と同様、「BTSは性病の名前みたい」などの嫌韓発言で物議を醸している。

## 経歴
ブエノスアイレスで軍人一族の家庭で生まれ育つ。祖父はフォークランド紛争に参戦している。父もアルゼンチン海軍の高官であった。親族が汚い戦争の首謀者の一人であることから、国家再編成プロセスを正当化している。ビヤルエルはブエノスアイレス大学法学部を弁護士として卒業し、国立工科大学を都市の警備技術に関する学士号を取得し、卒業した。2008年にワシントンD.C.の国防総合大学の一部であるウィリアム・J・ペリー半球防衛研究センターでテロリズムとの闘いのコースを受講している。
2000年代前半にラジオ番組の司会を務めた経験がある。ビヤルエルはアルゼンチン政治犯親族友人協会の一員であり、パンド会長とともに最高裁判所前で抗議活動を行い、国家再編成プロセスで人道に対する罪で有罪判決を受けた人々の釈放を要求し続けている。2011年のオスロ自由フォーラムで講演したビヤルエルは、現代アルゼンチンの歴史はテロによって、創り上げてきたと述べている。ビヤルエルはモントネーロスがパレスチナ解放機構との協力でテロを起こしていると語った上で、キルチネル政権によって隠蔽され、1970年代のテロリストたちはキルチネル大統領に擁護されているが、彼らは処罰すべき地位にあったと述べた。ビヤルエルは講演の中で、キルチネル政権がイランと共謀して行動していると非難。
ミレイの見解を概ね支持しているが、銃の合法化や臓器売買の合法化などの問題については、猟奇的な行為だと反対している。2023年11月20日にハビエル・ミレイの副大統領候補として当選している。